# سنت بازولز
سنت بازولز (به انگلیسی: St Boswells) یک روستا در بریتانیا است که در اسکاتیش بوردرز واقع شده‌است. سنت بازولز ۱٬۴۱۲ نفر جمعیت دارد.